# Microcebus marohita
Microcebus marohita is een zoogdier uit de familie van de dwergmaki's (Cheirogaleidae). De wetenschappelijke naam van de soort werd voor het eerst geldig gepubliceerd door Rasoloarison et al. in 2013.

## Taxonomie en naamgeving
Op 2 december 2003 zijn drie exemplaren van M. marohita gevangen door bioloog Rodin Rasoloarison, in het Marohita-bos in het oosten van Madagaskas, vlak bij Marolambo. De wetenschappelijke naam werd na genetisch onderzoek door Rasoloarison en zijn medewerkers voor het eerst geldig gepubliceerd in 2013, tegelijk met die van M. tanosi.
In het gebied waar Microcebus marohita voorkomt leven ook de muismaki's M. lehilahytsara, M. simmonsi en de rode muismaki (M. rufus). Deze vier hebben ogenschijnlijk veel gemeenschappelijke kenmerken. Genetisch onderzoek heeft geleid tot de indeling als volle soorten.

## Kenmerken
Microcebus marohita is de grootst bekende muismaki, hij heeft een maximaal gewicht van 89 gram en een kop-staartlengte tussen de 275 en 286 millimeter, dit is inclusief de staartlengte tussen de 133 en 145 millimeter. Een gevangen juveniel was net zo groot als de voorheen grootst bekende mannelijke muismaki, M. gerpi.
Microcebus marohita heeft een rode vacht op de bovenzijde met een moeilijk zichtbare streep over de rug. De onderzijde is grijs-beige met een donkergrijze ondervacht.

## Gedrag
Net als alle dwergmaki's is Microcebus marohita een nachtdier die waarschijnlijk vrijwel zijn hele leven in bomen doorbrengt. Naar zijn verdere gedrag is nog slechts weinig bekend, ze zijn namelijk nog niet in het wild bestudeerd.

## Verspreiding en leefgebied
Buiten het Marohita-bos, dat in de Marolambo-bossen ligt, is de soort niet aangetroffen. Het Marohita-bos is sterk in omvang afgenomen door houtkap. Microcebus marohita is daarom opgenomen  als 'kritiek' op de Rode Lijst van de IUCN.